# Флора Азербайджану
Територія республіки становить 86,6 млн га і вирізняється багатою та рідкісною флорою. На порівняно невеликій території зростають практично всі розповсюджені у світі типи рослин. Сумарна площа лісової території становить 1214 тис. га, з них 989,6 тис. га — територія покрита лісами, що дорівнює 11,4 % від загальної території. Приблизно 450 видів вищих, спорових і квіткових рослин, що ростуть в Азербайджані, об'єднані у 125 відділах і 920 родах. За загальною кількістю видів флора Азербайджану, на відміну від інших кавказьких республік, більш багата. Види рослин, що трапляються на території країни, становлять 66 % загального числа видів кавказьких рослин. Поряд з видами, розповсюдженими на Кавказі та в інших регіонах, в азербайджанській флорі наявна достатня кількість рослин, унікальних саме для території цієї країни. Вони характерні для небагатьох районів держави у кількості близько 240 ендемічних видів.

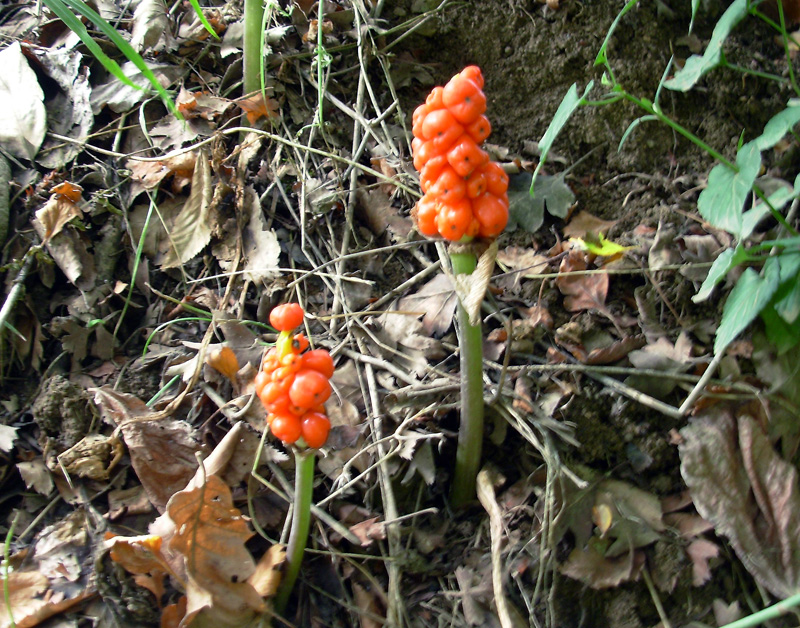
Арум (Arum consobrinum Schott) — рослина родини Ароїдні. Розповсюджена в субтропічних лісах Кавказу

На території країни в природних умовах зустрічаються 9 видів тюльпанів і 25 видів ірисів. 8 видів тюльпанів та 15 видів ірисів перебувають на межі зникнення і занесені в Червону книгу Азербайджану.
82,6 % всього лісового покриву становлять дуб, граб і бук. Крім них, тут трапляються також широколисті дерева, такі як в'яз, верба, тополя, вільха, липа, а також клен. 1,7 % всіх лісів становлять голкові (хвойні) дерева. Також на території Азербайджану природним чином ростуть європейська чорна липа, сосна ельдарська, сосна гачковидна, довгостовбуровий і плодоносний ялівець.
Сухі низовини покриті напівпустельною та пустельною рослинністю, а також ефемеровою субтропічною рослинністю. Місцями зустрічаються солончаки. Високі рівнини передгір'я зайняті полиновими степами, чагарниками. Північні частини Великого Кавказу, деякі райони Малого Кавказу і Талиські гори вкриті широколистими лісами, в яких переважають дуб, граб, бук, каштан, акація, ясен. У вологих низовинах ростуть тугайні ліси, вільшаники та вільховолапинові ліси. У високогір'ях поширені субальпійські луки.

## Значення в культурі
Азербайджанці здавна знали лікувальні властивості різноманітних рослин та плодів, їхнє фармакологічне застосування та способи лікування ними (які в давнину використовували знахарі та народні цілителі). Ці методи успішно пройшли випробування часом і не втратили свого значення у період науково-технічного прогресу. Навіть наукова медицина, яка донедавна дуже скептично ставилася до народної медицини, нині змушена визнати її лікувальне значення.
Як відомо, більша частина вищих рослин і фруктових дерев азербайджанської флори мають лікувальне значення, ще з давніх часів люди використовували їх задля лікування різноманітних хвороб. Такими властивостями володіють 1545 видів рослин, що становлять 34,3 % всіх видів флори Азербайджану. Варто відзначити, що це число включає в себе види, привезені з інших регіонів та інтродуковані у місцеве середовище.